# Myrcia chapadinhaeana
Myrcia chapadinhaeana är en myrtenväxtart som beskrevs av Auguste François Marie Glaziou, Joáo Rodrigues de Mattos och Carlos Maria Diego Enrique Legrand. Myrcia chapadinhaeana ingår i släktet Myrcia och familjen myrtenväxter.

## Underarter
Arten delas in i följande underarter:
- M. c. chapadinhaeana
- M. c. meiapotensis